# インファナル・シティ/女捜査官サンドラ
『インファナル・シティ/女捜査官サンドラ』（原題：THE MOLE）は、フランス、ベルギーの映画作品。

## キャスト
| 役名               | 俳優                       | 日本語吹替   |
| ------------------ | -------------------------- | ------------ |
| サンドラ・ロンゴ   | イングリッド・ショーヴァン | 八十川真由野 |
| ローラ・ファニッセ | リンダ・アルディ           | 湯屋敦子     |
| ジャック           | ジャン＝ルイス・ロカ       | 高瀬右光     |
| ラフィット         | ヤニス・バラバーニ         | 三上哲       |
| シュルステル       | ジャン＝クリストフ・ブヴェ | 中村浩太郎   |
| ダン               | クリストフ・ラパラ         | 須藤翔       |

- その他の声の吹き替え：遠藤純一／篠原千佳／かぬか光明／高梁碧／佐藤広太